# テアゲス
『テアゲス』（テアゲース、希: Θεάγης, 羅: Theages）とは、プラトン名義の短篇の対話篇。副題は「知恵について」。
古代にトラシュロスがまとめた四部作（テトラロギア）集36篇の中に含まれるが、今日ではプラトンの真作ではなく偽書とする説が有力である。

## 構成

### 登場人物
- ソクラテス - 60歳頃。
- デモドコス - アテナイの元将軍で、引退後は郊外の田舎で隠遁生活を送る老人。2人の息子パラリオス、テアゲスと共に、『ソクラテスの弁明』でもソクラテスの知人としてわずかに言及されている[3]。
- テアゲス - デモドコスの息子で、裕福かつ様々な教育・能力を備えた、国事を志す青年。20歳頃。「国事・政治へと進むあらゆる条件・能力を備えていながら、病身であるというただ一つの理由ゆえに、哲学の道に留まらざるを得なかった」という経歴から、『国家』において、「病身によって哲学の道に踏み留まらされること」を意味する「テアゲスの馬銜（はみ）」という表現とともに言及されている[4]。『ソクラテスの弁明』でも、父デモドコス、兄パラリオスと共にわずかに言及されるが[3]、その時点では既に死亡していることが示唆されているので、30歳頃までに若くして亡くなったと考えられる[5]。

### 年代・場面設定
ソクラテスは、息子テアゲスを連れたデモドコスと出くわし、彼に相談を持ちかけられる。デモドコスの提案でアゴラのゼウス柱廊へ向かいがてら、デモドコスが話を切り出す。
なんでも、息子テアゲスがソフィストに教えを請いたいと盛んに訴えるため、こうしてソフィストの誰かに弟子入りさせるべくアテナイの市内にやって来て、たまたまソクラテスと出くわしたところであり、ソクラテスに忠告がもらいたいと言う。
ソクラテスは、自分達が今一体どういう事柄について話をしているのか意見の統一をはかりたいと言い、テアゲスが何を望んでいるのか把握すべく、彼と問答を始める。

### 補足
本篇は、
- ソクラテスが父親に息子の教育について相談される
- 青年はソフィストに教えを請いたがっている

といった点で、初期対話篇の『ラケス』と『プロタゴラス』を掛け合わせたような構成となっている。

## 日本語訳
- 『プラトン全集 7』 北嶋美雪訳、岩波書店、1975年, 2005年